# Krönungskrone Georgs IV. von Großbritannien

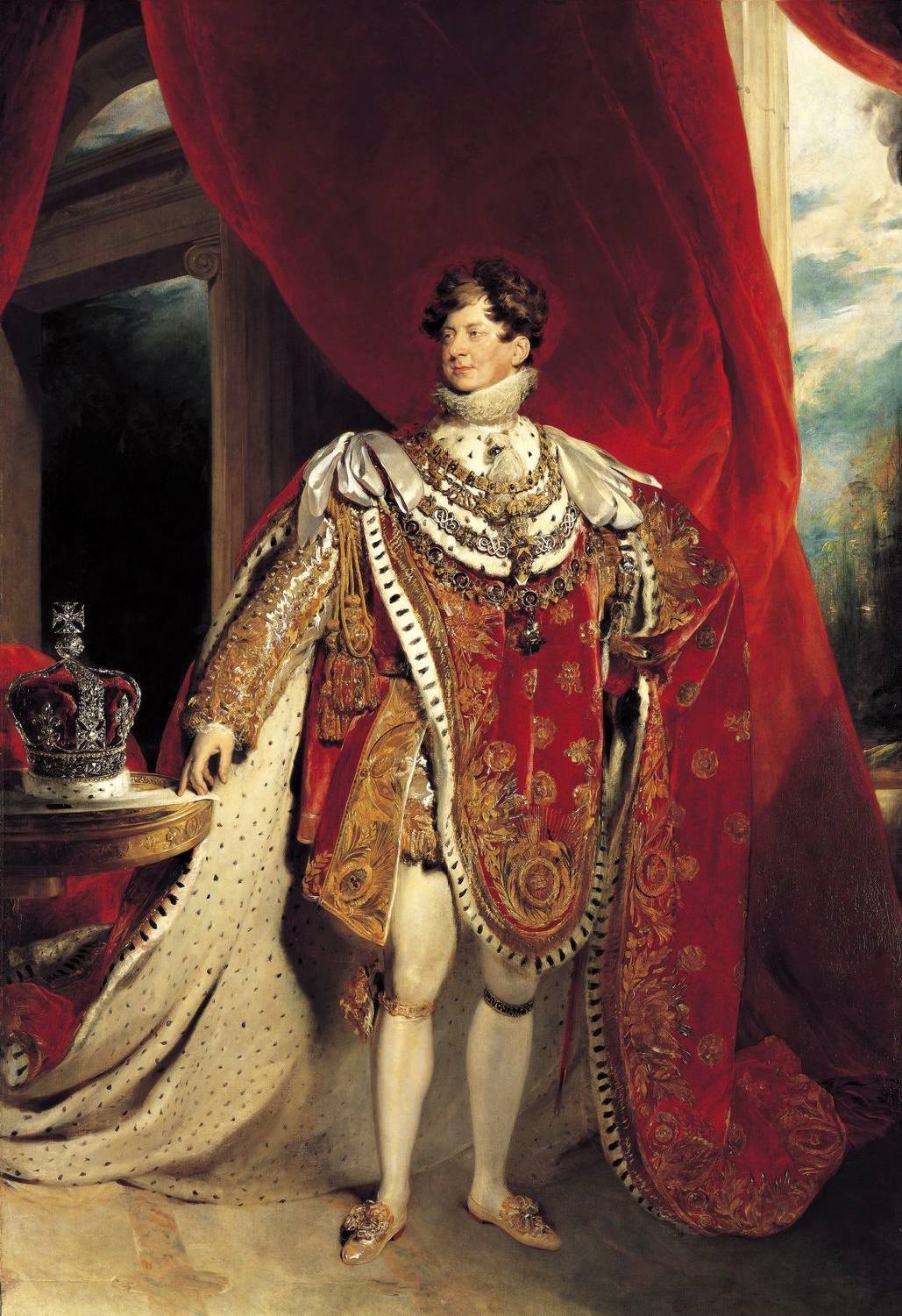
Georg IV. mit der Krönungskrone (links)

Die Krönungskrone des  Georg IV., König von Großbritannien von 1820 bis 1830, wurde für seine Krönung in Auftrag gegeben. Sie besteht aus Gold und Silber, mehreren tausend Diamanten, Perlen und anderen Edelsteinen. Sie ist 37,4 cm hoch und hat einen Durchmesser von 18 cm bis 20,8 cm.
Der breite durchbrochen gearbeitete Kronreif trägt am oberen und unteren Rand Perlenreihen. Auf dem Reif befindet sich ein silbernes Ornament aus Rosenblüten, -knospen und -ranken, die verschieden große Diamanten tragen. Über dem Reif sitzt ein flaches Wellenband, mit Diamanten verziert. Aus den Spitzen der Wellen erheben sich im Wechsel vier Kreuze und vier Lilien. Die Lilien sind höher als die nahezu viereckigen Kreuze. Die Kreuze fassen Diamanten und Smaragde ein, auf den Lilien sitzen Diamanten und Rubine. Aus den Kreuzen steigen die vier Bügel volutenhaft empor. Sie sind mit einem Ornament aus diamantenen Eichenblättern und Perlen als Eicheln geschmückt. Im Scheitelpunkt der Bügel befindet sich ein Globus mit einem Kreuz. Das Kreuz hat die gleiche Form wie jene über dem Reif. Beide sind mit Diamanten gespickt. Die Kronhaube besteht aus rotem Samt und reicht bis an den Scheitel der Kronbügel. 
Die Krone wurde im Auftrag von Georg IV. 1820 von dem Juwelier Rundell&Bridge angefertigt, da der König eine eigene Krone den bereits vorhandenen vorzog. Ihre Form und Ornamentierung bildete die Vorlage für die 1838 gefertigte Imperial State Crown. Daher wurden ihre Steine entnommen und die Karkasse im London Museum, Kensington Palace verwahrt. Von DeBeers wurden im 20. Jahrhundert Steine im Wert von 2 Millionen £ angemietet. Diese werden neben der seither im Tower von London ausgestellten Kronen-Karkasse gezeigt, um den Besuchern eine Idee von deren ursprünglichem Aussehen zu geben.